# Pterolophia montium
Pterolophia montium är en skalbaggsart som först beskrevs av Hintz 1919.  Pterolophia montium ingår i släktet Pterolophia och familjen långhorningar. Inga underarter finns listade i Catalogue of Life.